# Chim quý trong lồng
"Chim quý trong lồng" là một ca khúc được Khánh sáng tác cùng lúc với "Túy Họa", "Tình ca em đến". Thời điểm, sáng tác ca khúc được cho là lúc K-ICM đang dính bê bối cùng với Jack và anh đã đưa tất cả nỗi lòng của mình vào ca khúc. Ca khúc được trình bày bởi Văn Mai Hương, lúc cô được mời trình diễn cũng đang dính phải làn sóng bủa vây của khán giả khi chỉ trích cô chỉ biết cover. Video ca nhạc đã được ra mắt vào ngày 12 tháng 7 năm 2021, ngày sinh nhật của Khánh.
Ca khúc đã đoạt nhiều giải thưởng từ trong nước đến quốc tế.

## Thực hiện
Ca khúc được hỗ trợ bởi đội ngũ chuyên gia như: nghệ sĩ đàn nhị Trần Văn Xâm, nghệ sĩ sáo Minh Dương, nghệ sĩ Lương Duy Thắng (cố vấn về nhạc cụ dân tộc), nghệ sĩ trống Trần Hậu, nghệ sĩ múa Lệ Châu. Video âm nhạc được ghi hình tại Buôn Ma Thuột, Đắk Lắk. Video ca nhạc được thực hiện giữa bối cảnh dịch COVID-19 diễn ra tại Việt Nam nên ê-kíp được xác nhận chưa đến 10 người.
Văn Mai Hương tham gia với tư cách là một ca sĩ và không góp mặt trong video âm nhạc. Video âm nhạc có sự xuất hiện chủ yếu của TikToker Lê Bống. Việc Lê Bống xuất hiện cũng gây ra làn sóng tranh cãi nhỏ. Chim quý trong lồng được Khánh chấp bút trong khoảng thời gian anh phải chịu đựng rất nhiều áp lực vì những biến cố không mong muốn trong nghề.

## Tranh cãi

### Vấn đề tên gọi
Tờ báo Tiền Phong có đăng tải thông tin cho rằng, người hâm mộ cảm thấy tên video âm nhạc "Chim quý trong lồng" có cách đặt tên nhảm nhí, thậm chí phản cảm, dung tục. Tờ Lao Động có đưa ra ý kiến của khán giả cho rằng việc đặt tên như vậy là nhằm để "câu view".
Sau đó, Khánh đã lên tiếng giải thích rằng ca khúc này như một bản tuyên ngôn tự do thay cho những người trẻ đang sống trong định kiến của dư luận. Mỗi người đều là một bản thể quý giá, đáng trân trọng nhưng lại bị kìm hãm bởi định kiến - như con chim quý bị nhốt trong lồng.

### Sự xuất hiện của TikToker Lê Bống
Tờ Tiền Phong có ghi rằng, ý kiến của khán giả là TikToker Lê Bống "không xứng đáng để trở thành nhân vật chính của MV". Trong khi đó, báo Giao Thông nhận định Lê Bống là cô nàng "thị phi". Nữ TikToker này được cho là từng dính lùm xùm về chuyện mặc trang phục nhạy cảm hay tạo dáng phản cảm ở nơi linh thiêng, bị nhiều chỉ trích.

## Phát hành
Chim quý trong lồng là sản phẩm thứ 11 của Khánh trong năm 2021. Theo tờ Thế giới điện ảnh, video ca nhạc đã mất một tuần chuẩn bị, một ngày ghi hình và một lần thu âm. Ca khúc đã được phát hành vào lúc 20 giờ ngày 12 tháng 7 năm 2021. Sau một giờ phát hành, ca khúc đã dẫn đầu iTunes Việt Nam, đứng vị trí 15 ZingChart của Zing MP3. Sau một ngày ra mắt, video âm nhạc lọt vào top 25 ca khúc thịnh hành của YouTube Việt Nam. Ca khúc cũng có nhiều tuần bám trụ trên cả hai bảng xếp hạng Billboard Vietnam Hot 100 cũng như Top Vietnamese Songs với thứ hạng cao nhất đạt được là No.2.

## Đánh giá
Trường Cầm của tờ báo ZingNews đã ca ngợi tác phẩm "Chim quý trong lồng là sản phẩm chất lượng về góc độ âm nhạc". Tờ báo này cũng có nói thêm, "Khánh đã làm tốt ở vai trò sáng tác, hòa âm phối khí, sản xuất âm nhạc và thu âm. Trong khi giọng hát, kỹ thuật của Văn Mai Hương đưa ca khúc của Khánh lên vị thế khác". Tạp chí Người đô thị có nói "Việc phối hợp pop ballad với dân gian đương đại được Khánh xử lý mượt mà kết hợp cùng âm thanh của các nhạc cụ dân tộc như sáo trúc, đàn nhị, đàn tranh càng khiến ca khúc thêm bắt tai".
Báo Tiền Phong đã gọi "Chim quý trong lồng" là minh chứng làm nhạc số lượng đi cùng với chất lượng của Khánh.

## Giải thưởng
| Năm  | Giải thưởng                     | Hạng mục                    | Dành cho                    | Kết quả   | Ghi chú |
| ---- | ------------------------------- | --------------------------- | --------------------------- | --------- | ------- |
| 2021 | Giải Mai Vàng                   | MV được yêu thích nhất      | Chim quý trong lồng         | Đoạt giải | [ 16 ]  |
| 2021 | Giải thưởng Truyền hình châu Á  | Video âm nhạc xuất sắc nhất | Chim quý trong lồng         | Đoạt giải | [ 17 ]  |
| 2021 | Giải thưởng Âm nhạc MTV Châu Âu | Nghệ sĩ xuất sắc nhất       | Khánh (Chim quý trong lồng) | Đề cử     | [ 18 ]  |